# Giunta regionale del Trentino-Alto Adige
La Giunta regionale del Trentino-Alto Adige ha sede a Trento, presso Palazzo della regione.
La Giunta è, ai sensi dello statuto speciale approvato con decreto del Presidente della Repubblica 31 agosto 1972, n. 670, l'organo esecutivo della Regione. La composizione della Giunta regionale deve adeguarsi alla consistenza dei gruppi linguistici quali sono rappresentati nel Consiglio della Regione.
La Giunta è così composta, secondo quando disposto dall’art. 36 dello statuto speciale di autonomia, dal Presidente, da due Vice Presidenti appartenenti rispettivamente al gruppo linguistico italiano ed al gruppo linguistico tedesco e da Assessori effettivi e supplenti di gruppi linguistici rappresentativi della composizione del Consiglio. Al gruppo linguistico ladino è garantita la rappresentanza nella Giunta regionale anche in deroga alla rappresentanza proporzionale.
A partire dalle elezioni del 2003 è praticata la prassi della staffetta, ovvero l'alternanza da parte dei due presidenti di provincia autonoma alla carica di presidente del Trentino-Alto Adige per metà legislatura ciascuno dopo l'elezione da parte del consiglio regionale.

## Composizione attuale

### XVII legislatura

#### Giunta Kompatscher III (13 marzo 2024 -in carica)
| Presidenza          | Presidenza | Presidenza               | Presidenza | Presidenza             | Presidenza |
| Nome                |            | Carica                   | Deleghe | Partito                | Provincia  |
| ------------------- | ---------- | ------------------------ | --- | ---------------------- | ---------- |
| Arno Kompatscher    |            | Presidente               | - normativa di attuazione - rapporti con gli organi dello Stato e con organismi interregionali, nazionali ed europei; - affari istituzionali; - applicazione dei principi di trasparenza, di partecipazione, di semplificazione e di autocertificazione e in materia di protezione dei dati personali; - forme di cooperazione tra le due Province autonome in accordo con la Vicepresidente sostituta del Presidente; - partecipazioni in enti e società di capitali; - attuazione della delega delle funzioni riguardanti l’attività amministrativa e organizzativa di supporto agli uffici giudiziari; - funzioni regionali in materia di Giudici di Pace - Bollettino ufficiale; - ordinamento del servizio antincendi, degli enti di credito a carattere regionale, dei Libri fondiari e della cooperazione; - ordinamento delle Camere di Commercio - eventuali materie non riservate alla competenza di altri Assessori. | Südtiroler Volkspartei | Bolzano    |
| Giulia Zanotelli    |            | Vicepresidente Sostituta | - bilancio; - ordinamento degli Uffici regionali e del personale ad essi addetto; - patrimonio e digitalizzazione - forme di cooperazione tra le due Province autonome in accordo con il Presidente | Lega                   | Trento     |
| Franz Thomas Locher |            | Vicepresidente           | - ordinamento degli enti locali e delle relative circoscrizioni, comprese le istituzioni di nuovi comuni e modifiche alle loro circoscrizioni e denominazioni; - ordinamento del personale dei comuni, iniziativa popolare e referendum per le leggi regionali; - elezioni dei consigli comunali; - ordinamento degli enti pararegionali; - contributi di miglioria in relazione ad opere pubbliche eseguite dagli altri enti pubblici nell’ambito del territorio regionale; - espropriazione per pubblica utilità non riguardanti opere a carico prevalente e diretto dello Stato e le materie di competenza provinciale;. | Südtiroler Volkspartei | Bolzano    |
| Assessori           |            |                          | |                        |            |
| Nome                |            | Carica                   | Deleghe | Partito                | Provincia  |
| Angelo Gennaccaro   |            | Assessore effettivo      | - interventi ai sensi del Testo Unificato delle leggi regionali sulle iniziative per la promozione dell’integrazione europea e disposizioni per lo svolgimento di particolari attività di interesse regionale, approvato con D.P.G.R. 23 giugno 1997, n. 8/L, ad eccezione degli interventi ai sensi del combinato disposto dell'art. 5 - commi 1 e 2 e dell'art. 2 - comma 1 lett. d), f), j), relativamente alla valorizzazione delle minoranze etniche del Testo medesimo; - interventi a favore delle popolazioni dei paesi extracomunitari ai sensi della L.R. 30 maggio 1993, n. 11 e successive modificazioni. | La Civica              | Bolzano    |
| Carlo Daldoss       |            | Assessore effettivo      | - interventi a favore della famiglia nel campo della previdenza integrativa e delle assicurazioni sociali; - interventi a sostegno della previdenza complementare volti a incentivare e sostenere lo sviluppo delle prestazioni pensionistiche aggiuntive; - Pensplan e pensione complementare; - ordinamento delle aziende pubbliche di servizi alla persona (APSP); - ordinamento degli enti previdenziali e sanitari;. | Fratelli d'Italia      | Trento     |
| Luca Guglielmi      |            | Assessore effettivo      | - interventi ai sensi della legge regionale 24 maggio 2018, n. 3 "Norme in materia di tutela e promozione delle minoranze linguistiche cimbra, mòchena e ladina della Regione autonoma Trentino-Alto Adige/Südtirol" e del relativo regolamento di esecuzione emanato con decreto del Presidente della Regione 3 ottobre 2018, n. 61; | Fassa                  | Trento     |

## Composizioni precedenti

### XVI legislatura

#### Giunta Fugatti (7 luglio 2021 - 13 marzo 2024)
| Presidenza       | Presidenza | Presidenza                           | Presidenza | Presidenza             | Presidenza |
| Nome             |            | Carica                               | Deleghe | Partito                | Provincia  |
| ---------------- | ---------- | ------------------------------------ | --- | ---------------------- | ---------- |
| Maurizio Fugatti |            | Presidente                           | Normativa di attuazione; rapporti con gli organi dello Stato e con organismi interregionali, nazionali ed europei; affari istituzionali; applicazione dei principi di trasparenza, di partecipazione, di semplificazione e di autocertificazione e in materia di protezione dei dati personali; forme di cooperazione tra le due Province autonome in accordo con il Vicepresidente sostituto del Presidente; bilancio; ordinamento degli Uffici regionali e del personale ad essi addetto; attuazione della delega delle funzioni riguardanti l’attività amministrativa e organizzativa di supporto agli uffici giudiziari; funzioni regionali in materia di Giudici di Pace; Bollettino ufficiale; eventuali materie non riservate alla competenza di altri Assessori. | Lega                   | Trento     |
| Arno Kompatscher |            | Vicepresidente Sostituto             | Partecipazioni in enti e società di capitali; interventi a favore della famiglia nel campo della previdenza integrativa e delle assicurazioni sociali; interventi a sostegno della previdenza complementare volti a incentivare e sostenere lo sviluppo delle prestazioni pensionistiche aggiuntive; Pensplan e pensione complementare; ordinamento delle aziende pubbliche di servizi alla persona (APSP); ordinamento degli enti previdenziali e sanitari; forme di cooperazione tra le due Province autonome in accordo con il Presidente | Südtiroler Volkspartei | Bolzano    |
| Giorgio Leonardi |            | Vicepresidente - Assessore effettivo | Interventi ai sensi del Testo Unificato delle leggi regionali sulle iniziative per la promozione dell’integrazione europea e disposizioni per lo svolgimento di particolari attività di interesse regionale, approvato con D.P.G.R. 23 giugno 1997, n. 8/L, ad eccezione degli interventi ai sensi del combinato disposto dell'art. 5 - commi 1 e 2 e dell'art. 2 - comma 1 lett. d), f), j), relativamente alla valorizzazione delle minoranze etniche del Testo medesimo; interventi a favore delle popolazioni dei paesi extracomunitari ai sensi della L.R. 30 maggio 1993, n. 11 e successive modificazioni. | Forza Italia           | Trento     |
| Assessori        |            |                                      | |                        |            |
| Nome             |            | Carica                               | Deleghe | Partito                | Provincia  |
| Lorenzo Ossanna  |            | Assessore effettivo                  | Ordinamento degli enti locali e delle relative circoscrizioni, comprese le istituzioni di nuovi comuni e modifiche alle loro circoscrizioni e denominazioni; ordinamento del personale dei comuni, iniziativa popolare e referendum per le leggi regionali; elezioni dei consigli comunali; ordinamento degli enti pararegionali; contributi di miglioria in relazione ad opere pubbliche eseguite dagli altri enti pubblici nell’ambito del territorio regionale; espropriazione per pubblica utilità non riguardanti opere a carico prevalente e diretto dello Stato e le materie di competenza provinciale | PATT                   | Trento     |
| Waltraud Deeg    |            | Assessora effettiva                  | Patrimonio e digitalizzazione | Südtiroler Volkspartei | Bolzano    |
| Manfred Vallazza |            | Assessore effettivo                  | Interventi ai sensi della legge regionale 24 maggio 2018, n. 3 "Norme in materia di tutela e promozione delle minoranze linguistiche cimbra, mòchena e ladina della Regione autonoma Trentino-Alto Adige/Südtirol" e del relativo regolamento di esecuzione emanato con decreto del Presidente della Regione 3 ottobre 2018, n. 61; ordinamento del servizio antincendi, degli enti di credito a carattere regionale, dei Libri fondiari e della cooperazione; ordinamento delle Camere di Commercio. | Südtiroler Volkspartei | Bolzano    |

#### Giunta Kompatscher II (27 febbraio 2019 - 7 luglio 2021)
| Presidenza       | Presidenza | Presidenza                             | Presidenza | Presidenza             | Presidenza |
| Nome             |            | Carica                                 | Deleghe | Partito                | Provincia  |
| ---------------- | ---------- | -------------------------------------- | --- | ---------------------- | ---------- |
| Arno Kompatscher |            | Presidente                             | Normativa di attuazione; rapporti con gli Organi dello Stato e con Organismi interregionali, nazionali ed europei; affari istituzionali; forme di cooperazione tra le due Province autonome in accordo con il Vice Presidente sostituto; partecipazioni in enti e società di capitali; Bollettino Ufficiale; applicazione dei principi di trasparenza, di partecipazione, di semplificazione e di autocertificazione e in materia di protezione dei dati personali; interventi a favore della famiglia nel campo della previdenza integrativa e delle assicurazioni sociali; interventi a sostegno della previdenza complementare volti a incentivare e sostenere lo sviluppo delle prestazioni pensionistiche aggiuntive; - Pensplan e pensione complementare; ordinamento delle Istituzioni pubbliche di assistenza e beneficenza (IPAB) e delle aziende pubbliche di servizi alla persona (APSP); ordinamento degli enti previdenziali e sanitari; competenze proprie del Presidente in materia di Giudici di pace; eventuali materie non riservate alla competenza di altri assessori. | Südtiroler Volkspartei | Bolzano    |
| Maurizio Fugatti |            | Vicepresidente Sostituto               | Bilancio; ordinamento degli Uffici regionali e del personale ad essi addetto; attuazione della delega delle funzioni riguardanti l’attività amministrativa e organizzativa di supporto agli uffici giudiziari; funzioni regionali in materia di Giudici di Pace, ad eccezione delle attribuzioni proprie del Presidente; forme di cooperazione tra le due Province autonome in accordo con il Presidente. | Lega                   | Trento     |
| Waltraud Deeg    |            | Vicepresidente - Assessora effettiva   | Patrimonio e digitalizzazione | Südtiroler Volkspartei | Bolzano    |
| Assessori        |            |                                        | |                        |            |
| Nome             |            | Carica                                 | Deleghe | Partito                | Provincia  |
| Claudio Cia      |            | Assessore effettivo Fino al 10/02/2021 | Ordinamento degli enti locali e delle relative circoscrizioni, comprese le istituzioni di nuovi comuni e modifiche alle loro circoscrizioni e denominazioni; ordinamento del personale dei comuni, iniziativa popolare e referendum per le leggi regionali; elezioni dei consigli comunali; ordinamento degli enti pararegionali; contributi di miglioria in relazione ad opere pubbliche eseguite dagli altri enti pubblici nell’ambito del territorio regionale; espropriazione per pubblica utilità non riguardanti opere a carico prevalente e diretto dello Stato e le materie di competenza provinciale. | Fratelli d'Italia      | Trento     |
| Lorenzo Ossanna  |            | Assessore effettivo Dal 17/03/2021     | Ordinamento degli enti locali e delle relative circoscrizioni, comprese le istituzioni di nuovi comuni e modifiche alle loro circoscrizioni e denominazioni; ordinamento del personale dei comuni, iniziativa popolare e referendum per le leggi regionali; elezioni dei consigli comunali; ordinamento degli enti pararegionali; contributi di miglioria in relazione ad opere pubbliche eseguite dagli altri enti pubblici nell’ambito del territorio regionale; espropriazione per pubblica utilità non riguardanti opere a carico prevalente e diretto dello Stato e le materie di competenza provinciale | PATT                   | Trento     |
| Giorgio Leonardi |            | Assessore effettivo                    | Interventi ai sensi del Testo Unificato delle leggi regionali sulle iniziative per la promozione dell’integrazione europea e disposizioni per lo svolgimento di particolari attività di interesse regionale, approvato con D.P.G.R. 23 giugno 1997, n. 8/L, ad eccezione degli interventi ai sensi del combinato disposto dell'art. 5 - commi 1 e 2 e dell'art. 2 - comma 1 lett. d), f), j), relativamente alla valorizzazione delle minoranze etniche del Testo medesimo; interventi a favore delle popolazioni dei paesi extracomunitari ai sensi della L.R. 30 maggio 1993, n. 11 e successive modificazioni. | Forza Italia           | Trento     |
| Manfred Vallazza |            | Assessore effettivo                    | Interventi ai sensi della legge regionale 24 maggio 2018, n.3 "Norme in materia di tutela e promozione delle minoranze linguistiche cimbra, mòchena e ladina della Regione autonoma Trentino-Alto Adige/Südtirol" e del relativo regolamento di esecuzione emanato con decreto del Presidente della Regione 3 ottobre 2018, n.61; ordinamento del servizio antincendi, degli enti di credito a carattere regionale, dei Libri fondiari e della cooperazione; ordinamento delle Camere di Commercio. | Südtiroler Volkspartei | Bolzano    |